# Glen Glacier
Glen Glacier är en glaciär i Antarktis. Den ligger i en del av Östantarktis som både Argentina och Storbritannien gör anspråk på. Glen Glacier ligger 1 182 meter över havet.
Terrängen runt Glen Glacier är platt åt sydväst, men åt nordost är den kuperad. Glen Glacier ligger nere i en dal.